# أورسولا كنودسن
أورسولا كنودسن هي لاعبة كرة قدم دنماركية، ولدت في 21 يونيو 1976. شاركت مع منتخب الدنمارك لكرة القدم للسيدات.

## وصلات خارجية
- أورسولا كنودسن على موقع الاتحاد الدولي (مؤرشف)  (الإنجليزية)
- أورسولا كنودسن على موقع قاعدة بيانات كرة القدم.إي يو (الإنجليزية)
- أورسولا كنودسن على موقع عالم كرة القدم.نت (الإنجليزية)